# Elecciones generales de Túnez de 1969
Las elecciones generales se llevaron a cabo en Túnez el 2 de noviembre de 1969. El país era un estado de partido único dominado por el Partido Socialista Desturiano, por lo que los 101 diputados de la Cámara de Diputados fueron elegidos sin oposición, lo mismo que Habib Burguiba, presidente de la República. La participación electoral fue del 94.7%.

## Resultados
| Partido                            | Votos     | %    | Escaños | +/− |
| ---------------------------------- | --------- | ---- | ------- | --- |
| Partido Socialista Desturiano      | 1.363.939 | 100  | 101     | 0   |
| Votos anulados                     | 3.183     | −    | −       | −   |
| Total                              | 1.367.122 | 100  | 101     | 0   |
| Votantes registrados/participación | 1.443.347 | 94.7 | −       | −   |
| Fuente: Nohlen et al.              |           |      |         |     |